# Marco Antonio Villa
Pour les articles homonymes, voir Villa (homonymie).
Marco Antonio Villa (São José do Rio Preto, 1955) est un historien et sociologue brésilien, professeur émérite de l’université fédérale de São Carlos. Ses travaux portent sur l’histoire politique et institutionnelle du Brésil et sur l’histoire récente de ce pays. D’autre part, il n’hésite pas à s’impliquer dans le débat public et à prendre part à des polémiques parfois âpres — par la radio, la presse ou internet — sur des sujets d’actualité.

## Biographie
Né à São José do Rio Preto, dans l’intérieur de l’État de São Paulo, Marco Antonio Villa passa son adolescence dans la région du Grand ABC, puis à partir de l’âge de 17 ans habita la capitale paulista. Ayant d’abord entamé des études d’économie à l’Université pontificale catholique de Rio de Janeiro (PUC-SP), il s’inscrivit ensuite au concours d’entrée en histoire à l’université de São Paulo, où il obtint plus tard une maîtrise en sociologie en 1989, puis soutint une thèse de doctorat en histoire sociale en 1993.
Ses recherches portent sur l’histoire politique et sur l’histoire récente du Brésil (à partir des dernières décennies du XIXe). D’autre part, il n’hésite pas à prendre part au débat public sur des questions politiques d’actualité, notamment le scandale Petrobras et l’opération Lava Jato. Quoique ne se réclamant d’aucune idéologie particulière, il est souvent  taxé de droite par ses critiques de gauche, et de gauche par ceux de droite. Il s’est signalé plus d’une fois par des prises de position percutantes, en particulier contre les différents gouvernements du Parti des travailleurs (PT). Il publie régulièrement ses opinions et analyses sur son blogue personnel, fait partie du panel d’intervenants de l’émission Jornal da Manhã, sur Rádio Jovem Pan, aux côtés de Joseval Peixoto, et participe chaque semaine en tant que commentateur à la deuxième édition du Jornal da Cultura, présentée par Willian Corrêa, croisant le fer avec l’ancien député et ci-devant pétiste Airton Soares, lors de discussions souvent enfiévrées.
Marco Antonio Villa s’en prend également à l’assistanat dans son pays et plus récemment au mouvement Passe Livre, qui plaide en faveur de la gratuité des transports en commun, et que Villa qualifia de « vandale », « d’extrême gauche », et auquel il dénie toute espèce de parenté avec les manifestations survenues dans les années 1960 et 1970, ou avec celles de Diretas Já dans la décennie 1980, ou encore celles pour réclamer la destitution de Fernando Collor. Très hostile au PT, il a déclaré notamment à la revue Veja que « celui qui dit que le PT est  communiste est en vérité autant fasciste que l’est le PT lui-même » et affirma que le PT était en fait un parti caudilliste.
Ce nonobstant, vers le milieu de l’année 2015, il s’engagea dans une discussion assez vive, menée par le truchement de vidéos sur internet, avec le philosophe de droite Olavo de Carvalho, qu’il dénonça, sans jamais du reste le désigner nommément, comme le chef de file d’une « droite extrémiste », laquelle, pour avoir souvent associé le PT au communisme et au Forum de São Paulo, serait « nostalgique » de la Guerre froide et du macarthisme.
Marco Antonio Villa vit séparé de sa femme et est père de deux enfants.